# Емі Седаріс
Емі Седаріс (англ. Amy Louise Sedaris, нар.. 29 березня 1961) — американська акторка, письменниця, сценаристка, комедіантка і підприємиця.

## Життя і кар'єра
Емі Седаріс народилася 1961 року в Нью-Йорку, але дитинство провела в Північній Кароліні. Почала кар'єру в Чиказькій комедійній трупі, а в середині 1990-х приєдналася до команди Comedy Central і зіграла головну роль у ситкомі «Незнайомці з цукеркою» в 1999—2000 роках.
Седаріс зіграла понад 60 характерних, другорядних і епізодичних ролей на телебаченні і в кіно. На великому екрані вона з'явилася у фільмах «Покоївка з Мангеттену» (2002) і «Чаклунка» (2005), а на телебаченні була помітна в серіалах «Секс і місто», «Журнал мод», «Буває й гірше», «Кралі в Клівленді», «Гарна дружина» і «30 потрясінь».
На додаток до акторської професії, Седаріс добре відома своїм кулінарним бізнесом з продажу випічки, що дозволив їй випустити кілька книг, що стали бестселерами.

## Фільмографія

### Фільми
- Заповіді (1997)
- Шість днів, сім ночей (1998)
- Стрибни завтра (2001)
- Покоївка з Мангеттену (2002)
- Школа року (2003)
- Ельф (2003)
- Молоді татусі (2003)
- Чаклунка (2005)
- Любов і сигарети (2005)
- Залишайся (2005)
- Курча Ціпа (2005)
- Freeвольне життя (2005)
- Дорослі люди (2006)
- З ким би скуштувати сиру (2006)
- Снігові ангели (2007)
- Посвята (2007)
- Шрек Третій (2007)
- Космічні друзі (2009)
- Без ансамблю (2009)
- Тіло Дженніфер (2009)
- Таннер Холл (2009)
- Старі пси (2009)
- Пам'ятай про Гонзо (2010)
- Найкращий і найяскравіший (2010)
- Кіт у чоботях (2011)
- Кухар на колесах (2014)
- Король Лев (2019)
- Клерки 3 (2022)
- Примарні (2023)
- Небезпечне побачення (2023)

### Телебачення
- Exit 57 (12 епізодів, 1995—1996)
- Незнайомці з цукеркою (30 епізодів, 1999—2000)
- Журнал Мод (2 епізоду («Two Faces of Finch 1», «Two Faces of Finch 2»), 2001)
- Секс і місто (4 епізоди, 2002—2003)
- Закон і порядок: Спеціальний корпус (1 епізод, 2004)
- Шукач (2 епізоди, 2009)
- Нові пригоди старої Крістін (1 епізод, 2009)
- Буває і гірше (2 епізоди, 2010)
- Красуні в Клівленді (2 епізоди, 2011)
- Виховуючи Хоуп (1 епізод, 2011)
- Гарна дружина (3 епізоди, 2011—2012)
- 30 потрясінь (1 епізод, 2012)
- Кінь БоДжек (2014-2020)
- Книга Боббі Фетта (2022)
- Мандалорець (2019-2023)